# Vîsîpivți, Zboriv
Vîsîpivți (în ucraineană Висипівці) este localitatea de reședință a comunei Vîsîpivți din raionul Zboriv, regiunea Ternopil, Ucraina.

## Demografie
Componența lingvistică a localității Vîsîpivți
     Ucraineană (100%)
Conform recensământului din 2001, toată populația localității Vîsîpivți era vorbitoare de ucraineană (100%).